# قرار مجلس الأمن التابع للأمم المتحدة رقم 1715
قرار مجلس الأمن التابع للأمم المتحدة رقم 1715، الذي اعتمد بالتزكية في اجتماع مغلق في 9 أكتوبر 2006، بعد أن نظر المجلس في مسألة التوصية المتعلقة بتعيين الأمين العام الثامن للأمم المتحدة، أوصى المجلس الجمعية العامة بتعيين السيد بان كي مون من كوريا الجنوبية لفترة من 1 يناير 2007 إلى 31 ديسمبر 2011.
وبعد أربعة أيام، صوتت الجمعية العامة أيضًا رمزياً بالموافقة على قرار مجلس الأمن.

## روابط خارجية
- نص القرار في undocs.org